# جید ادمیستون
جید ادمیستون (به انگلیسی: Jade Edmistone) (زادهٔ ۶ فوریهٔ ۱۹۸۲) شناگر اهل استرالیا است.